# 11 O'Clock Tick Tock Tour
Tournées par U2
U2-3 Tour
 (1979-1980) Boy Tour
 (1980-1981)
Le 11 O’Clock Tick Tock Tour est la quatrième tournée du groupe de rock irlandais U2 qui a eu lieu entre mai et juillet 1980, après la sortie de leur single éponyme. La tournée comprend 21 concerts en Angleterre et en Irlande.

## Date de la tournée
| №  | Date            | Ville      | Pays        | Lieu                           |
| -- | --------------- | ---------- | ----------- | ------------------------------ |
| 1  | 22 mai 1980     | Londres    | Royaume-Uni | Hope & Anchor                  |
| 2  | 23 mai 1980     | Londres    | Royaume-Uni | Moonlight Club                 |
| 3  | 24 mai 1980     | Sheffield  | Royaume-Uni | University                     |
| 4  | 26 mai 1980     | Brighton   | Royaume-Uni | New Regent                     |
| 5  | 27 mai 1980     | Londres    | Royaume-Uni | Rock Garden                    |
| 6  | 28 mai 1980     | Bristol    | Royaume-Uni | Trinity Hall                   |
| 7  | 29 mai 1980     | Birmingham | Royaume-Uni | Cedar Ballroom                 |
| 8  | 30 mai 1980     | Londres    | Royaume-Uni | Nashville Rooms                |
| 9  | 31 mai 1980     | Manchester | Royaume-Uni | Polytechnic                    |
| 10 | 2 juin 1980     | Nuneaton   | Royaume-Uni | 77 Club                        |
| 11 | 3 juin 1980     | Nottingham | Royaume-Uni | Boat Club                      |
| 12 | 4 juin 1980     | Manchester | Royaume-Uni | Beach Club                     |
| 13 | 5 juin 1980     | Leeds      | Royaume-Uni | Fan Club                       |
| 14 | 6 juin 1980     | Dudley     | Royaume-Uni | J.B´s                          |
| 15 | 7 juin 1980     | Londres    | Royaume-Uni | Marquee Club                   |
| 16 | 8 juin 1980     | Londres    | Royaume-Uni | Half Moon Club                 |
| 17 | 10 juillet 1980 | Londres    | Royaume-Uni | Clarendon Hotel                |
| 18 | 11 juillet 1980 | Londres    | Royaume-Uni | Half Moon Club                 |
| 19 | 12 juillet 1980 | Londres    | Royaume-Uni | Moonlight Club                 |
| 20 | 13 juillet 1980 | Londres    | Royaume-Uni | Marquee Club                   |
| 21 | 27 juillet 1980 | Dublin     | Irlande     | Lexlip Castle, Dublin Festival |